# Afrikaans kampioenschap voetbal 1984
De Afrika Cup 1984 was de veertiende editie van de Afrika Cup, het kampioenschap voor nationale voetbalelftallen. Het vond van 4 tot en met 18 maart plaats in Ivoorkust. Er werd gespeeld in de steden Abidjan en Bouaké. Ivoorkust (gastland) en Ghana (titelverdediger) waren automatisch geplaatst voor de eindronde.

## Kwalificatie

### Voorronde
|                    |       |       |        |       |
| «onderlinge duels» | Gabon | 2 – 2 | Angola | Gabon |
| «onderlinge duels» |       |       |        | Gabon |

|                    |        |       |       |        |
| «onderlinge duels» | Angola | 4 – 0 | Gabon | Angola |
| «onderlinge duels» |        |       |       | Angola |

Angola geplaatst voor de eerste ronde.
|                    |        |       |          |        |
| «onderlinge duels» | Malawi | 2 – 0 | Zimbabwe | Malawi |
| «onderlinge duels» |        |       |          | Malawi |

|                    |          |       |        |          |
| «onderlinge duels» | Zimbabwe | 0 – 2 | Malawi | Zimbabwe |
| «onderlinge duels» |          |       |        | Zimbabwe |

Malawi geplaatst voor de eerste ronde.
|                    |      |       |        |      |
| «onderlinge duels» | Mali | 3 – 1 | Gambia | Mali |
| «onderlinge duels» |      |       |        | Mali |

|                    |        |       |      |        |
| «onderlinge duels» | Gambia | 1 – 0 | Mali | Gambia |
| «onderlinge duels» |        |       |      | Gambia |

Mali geplaatst voor de eerste ronde.
|                    |       |       |         |       |
| «onderlinge duels» | Niger | 0 – 0 | Senegal | Niger |
| «onderlinge duels» |       |       |         | Niger |

|                    |         |       |       |         |
| «onderlinge duels» | Senegal | 1 – 0 | Niger | Senegal |
| «onderlinge duels» |         |       |       | Senegal |

Senegal geplaatst voor de eerste ronde.
|                    |          |       |         |          |
| «onderlinge duels» | Tanzania | 1 – 1 | Oeganda | Tanzania |
| «onderlinge duels» |          |       |         | Tanzania |

|                    |         |       |          |         |
| «onderlinge duels» | Oeganda | 3 – 2 | Tanzania | Oeganda |
| «onderlinge duels» |         |       |          | Oeganda |

Oeganda geplaatst voor de eerste ronde.
|                    |      |       |              |      |
| «onderlinge duels» | Togo | 3 – 0 | Sierra Leone | Togo |
| «onderlinge duels» |      |       |              | Togo |

|                    |              |       |      |              |
| «onderlinge duels» | Sierra Leone | 0 – 1 | Togo | Sierra Leone |
| «onderlinge duels» |              |       |      | Sierra Leone |

Togo geplaatst voor de eerste ronde.
|                    |         |       |        |         |
| «onderlinge duels» | Somalië | 0 – 1 | Rwanda | Somalië |
| «onderlinge duels» |         |       |        | Somalië |

|                    |        |               |         |        |
| «onderlinge duels» | Rwanda | niet gespeeld | Somalië | Rwanda |
| «onderlinge duels» |        |               |         | Rwanda |

Rwanda geplaatst voor de eerste ronde.
|                    |       |          |         |  |
| «onderlinge duels» | Benin | Walkover | Liberia |  |
| «onderlinge duels» |       |          |         |  |

Liberia trok zich terug, Benin geplaatst voor de eerste ronde.
|                    |           |          |         |  |
| «onderlinge duels» | Mauritius | Walkover | Lesotho |  |
| «onderlinge duels» |           |          |         |  |

Lesotho trok zich terug, Mauritius geplaatst voor de eerste ronde.
|                    |            |          |           |  |
| «onderlinge duels» | Mozambique | Walkover | Swaziland |  |
| «onderlinge duels» |            |          |           |  |

Swaziland trok zich terug, Mozambique geplaatst voor de eerste ronde.

### Eerste ronde
|                                 |                                                       |       |                        |                               |
| 8 april 1983 «onderlinge duels» | Algerije                                              | 6 – 2 | Benin                  | Stade 5 Juillet 1962, Algiers |
| 8 april 1983 «onderlinge duels» | Bensaoula 2', 5' Jafjaf 10' Madjer 13', 69' Menad 46' |       | Korego 75' Agouyou 88' | Stade 5 Juillet 1962, Algiers |

|                                  |          |       |            |       |
| 26 april 1983 «onderlinge duels» | Benin    | 1 – 1 | Algerije   | Benin |
| 26 april 1983 «onderlinge duels» | Foly 28' |       | Madjer 50' | Benin |

Algerije geplaatst voor de tweede ronde.
|                    |                   |       |        |                   |
| «onderlinge duels» | Congo-Brazzaville | 2 – 0 | Egypte | Congo-Brazzaville |
| «onderlinge duels» |                   |       |        | Congo-Brazzaville |

|                    |               |       |                   |        |
| «onderlinge duels» | Egypte        | 2 – 0 | Congo-Brazzaville | Egypte |
| «onderlinge duels» |               |       |                   | Egypte |
| «onderlinge duels» | Strafschoppen |       |                   | Egypte |
| «onderlinge duels» | 6 – 5         |       |                   | Egypte |

Egypte geplaatst voor de tweede ronde.
|                    |          |       |           |          |
| «onderlinge duels» | Ethiopië | 1 – 0 | Mauritius | Ethiopië |
| «onderlinge duels» |          |       |           | Ethiopië |

|                    |               |       |          |           |
| «onderlinge duels» | Mauritius     | 1 – 0 | Ethiopië | Mauritius |
| «onderlinge duels» |               |       |          | Mauritius |
| «onderlinge duels» | Strafschoppen |       |          | Mauritius |
| «onderlinge duels» | 2 – 4         |       |          | Mauritius |

Ethiopië geplaatst voor de tweede ronde.
|                    |        |       |      |        |
| «onderlinge duels» | Guinee | 0 – 1 | Togo | Guinee |
| «onderlinge duels» |        |       |      | Guinee |

|                    |      |       |        |      |
| «onderlinge duels» | Togo | 2 – 0 | Guinee | Togo |
| «onderlinge duels» |      |       |        | Togo |

Togo geplaatst voor de tweede ronde.
|                    |       |       |         |       |
| «onderlinge duels» | Libië | 2 – 1 | Senegal | Libië |
| «onderlinge duels» |       |       |         | Libië |

|                    |         |       |       |         |
| «onderlinge duels» | Senegal | 1 – 0 | Libië | Senegal |
| «onderlinge duels» |         |       |       | Senegal |

Senegal geplaatst voor de tweede ronde.
|                    |            |       |         |            |
| «onderlinge duels» | Madagaskar | 1 – 0 | Oeganda | Madagaskar |
| «onderlinge duels» |            |       |         | Madagaskar |

|                    |         |       |            |         |
| «onderlinge duels» | Oeganda | 2 – 1 | Madagaskar | Oeganda |
| «onderlinge duels» |         |       |            | Oeganda |

Madagaskar geplaatst voor de tweede ronde.
|                    |         |       |      |         |
| «onderlinge duels» | Marokko | 4 – 0 | Mali | Marokko |
| «onderlinge duels» |         |       |      | Marokko |

|                    |      |       |         |      |
| «onderlinge duels» | Mali | 2 – 0 | Marokko | Mali |
| «onderlinge duels» |      |       |         | Mali |

Marokko geplaatst voor de tweede ronde.
|                    |            |       |          |            |
| «onderlinge duels» | Mozambique | 3 – 0 | Kameroen | Mozambique |
| «onderlinge duels» |            |       |          | Mozambique |

|                    |          |       |            |          |
| «onderlinge duels» | Kameroen | 4 – 0 | Mozambique | Kameroen |
| «onderlinge duels» |          |       |            | Kameroen |

Kameroen geplaatst voor de tweede ronde.
|                    |         |       |        |         |
| «onderlinge duels» | Nigeria | 2 – 0 | Angola | Nigeria |
| «onderlinge duels» |         |       |        | Nigeria |

|                    |        |       |         |        |
| «onderlinge duels» | Angola | 1 – 0 | Nigeria | Angola |
| «onderlinge duels» |        |       |         | Angola |

Nigeria geplaatst voor de tweede ronde.
|                    |        |       |        |        |
| «onderlinge duels» | Soedan | 2 – 1 | Zambia | Soedan |
| «onderlinge duels» |        |       |        | Soedan |

|                    |        |       |        |        |
| «onderlinge duels» | Zambia | 0 – 0 | Soedan | Zambia |
| «onderlinge duels» |        |       |        | Zambia |

Soedan geplaatst voor de tweede ronde.
|                    |         |       |        |         |
| «onderlinge duels» | Tunesië | 5 – 0 | Rwanda | Tunesië |
| «onderlinge duels» |         |       |        | Tunesië |

|                    |        |       |         |        |
| «onderlinge duels» | Rwanda | 0 – 1 | Tunesië | Rwanda |
| «onderlinge duels» |        |       |         | Rwanda |

Tunesië geplaatst voor de tweede ronde.
|                    |        |          |       |  |
| «onderlinge duels» | Malawi | Walkover | Zaïre |  |
| «onderlinge duels» |        |          |       |  |

Zaïre trok zich terug, Malawi geplaatst voor de tweede ronde.

### Tweede ronde
|                    |          |       |        |          |
| «onderlinge duels» | Kameroen | 5 – 0 | Soedan | Kameroen |
| «onderlinge duels» |          |       |        | Kameroen |

|                    |        |       |          |        |
| «onderlinge duels» | Soedan | 2 – 0 | Kameroen | Soedan |
| «onderlinge duels» |        |       |          | Soedan |

Kameroen gekwalificeerd voor het hoofdtoernooi.
|                    |        |       |         |        |
| «onderlinge duels» | Egypte | 1 – 0 | Tunesië | Egypte |
| «onderlinge duels» |        |       |         | Egypte |

|                    |         |       |        |         |
| «onderlinge duels» | Tunesië | 0 – 0 | Egypte | Tunesië |
| «onderlinge duels» |         |       |        | Tunesië |

Egypte gekwalificeerd voor het hoofdtoernooi.
|                    |          |       |      |          |
| «onderlinge duels» | Ethiopië | 2 – 1 | Togo | Ethiopië |
| «onderlinge duels» |          |       |      | Ethiopië |

|                    |      |       |          |      |
| «onderlinge duels» | Togo | 3 – 0 | Ethiopië | Togo |
| «onderlinge duels» |      |       |          | Togo |

Togo gekwalificeerd voor het hoofdtoernooi.
|                    |            |       |        |            |
| «onderlinge duels» | Madagaskar | 0 – 1 | Malawi | Madagaskar |
| «onderlinge duels» |            |       |        | Madagaskar |

|                    |        |       |            |        |
| «onderlinge duels» | Malawi | 1 – 1 | Madagaskar | Malawi |
| «onderlinge duels» |        |       |            | Malawi |

Malawi gekwalificeerd voor het hoofdtoernooi.
|                    |         |       |         |         |
| «onderlinge duels» | Nigeria | 0 – 0 | Marokko | Nigeria |
| «onderlinge duels» |         |       |         | Nigeria |

|                    |               |       |         |         |
| «onderlinge duels» | Marokko       | 0 – 0 | Nigeria | Marokko |
| «onderlinge duels» |               |       |         | Marokko |
| «onderlinge duels» | Strafschoppen |       |         | Marokko |
| «onderlinge duels» | 3 – 4         |       |         | Marokko |

Nigeria na strafschoppen (4–3) gekwalificeerd voor het hoofdtoernooi.
|                                     |          |       |               |         |
| 13 augustus 1983 «onderlinge duels» | Senegal  | 1 – 1 | Algerije      | Senegal |
| 13 augustus 1983 «onderlinge duels» | Tewu 68' |       | Bensaoula 63' | Senegal |

|                                     |                    |       |         |                              |
| 28 augustus 1983 «onderlinge duels» | Algerije           | 2 – 0 | Senegal | 5 juli 1962 stadion, Algiers |
| 28 augustus 1983 «onderlinge duels» | Madjer 3' Yahi 55' |       |         | 5 juli 1962 stadion, Algiers |

Algerije gekwalificeerd voor het hoofdtoernooi.

## Gekwalificeerde landen
| Land          | Aantal deelnames | Deelnames op rij | Vorige deelname |
| ------------- | ---------------- | ---------------- | --------------- |
| Algerije      | 4e               | 3                | 1982            |
| Egypte        | 9e               | 1                | 1980            |
| Ghana (t)     | 8e               | 4                | 1982            |
| Ivoorkust (g) | 6e               | 1                | 1980            |
| Kameroen      | 4e               | 2                | 1982            |
| Malawi        | 1e               | 1                | -               |
| Nigeria       | 6e               | 5                | 1982            |
| Togo          | 2e               | 1                | 1972            |

t = titelverdediger, g = gastland

## Speelsteden
| Abidjan                      | · Abidjan Bouaké Speellocaties | Bouaké             |
| Stade Félix Houphouët-Boigny | · Abidjan Bouaké Speellocaties | Stade Bouaké       |
| Capaciteit: 40.000           | · Abidjan Bouaké Speellocaties | Capaciteit: 35.000 |
|                              | · Abidjan Bouaké Speellocaties |                    |

## Groepsfase

### Groep A
| Land      | Wed | Win | Gel | Ver | DV | DT | +/− | Pnt |
| --------- | --- | --- | --- | --- | -- | -- | --- | --- |
| Egypte    | 3   | 2   | 1   | 0   | 3  | 1  | +2  | 5   |
| Kameroen  | 3   | 2   | 0   | 1   | 6  | 2  | +4  | 4   |
| Ivoorkust | 3   | 1   | 0   | 2   | 4  | 4  | 0   | 2   |
| Togo      | 3   | 0   | 1   | 2   | 1  | 7  | –6  | 1   |

|                                 |                               |                  |      | |
| 4 maart 1984 «onderlinge duels» | Ivoorkust                     | 3 – 0            | Togo | Stade Félix Houphouët-Boigny, Abidjan Toeschouwers: 50.000 Scheidsrechter: Ali Bennaceur ( Tunesië) |
| 4 maart 1984 «onderlinge duels» | Koffi 27' Fofana 62' Goba 75' | Wedstrijdverslag |      | Stade Félix Houphouët-Boigny, Abidjan Toeschouwers: 50.000 Scheidsrechter: Ali Bennaceur ( Tunesië) |

|                                 |              |                  |          | |
| 4 maart 1984 «onderlinge duels» | Egypte       | 1 – 0            | Kameroen | Stade Félix Houphouët-Boigny, Abidjan Toeschouwers: 50.000 Scheidsrechter: Gebreyesus Tesfaye ( Ethiopië) |
| 4 maart 1984 «onderlinge duels» | Abouzeid 78' | Wedstrijdverslag |          | Stade Félix Houphouët-Boigny, Abidjan Toeschouwers: 50.000 Scheidsrechter: Gebreyesus Tesfaye ( Ethiopië) |

|                                 |                                      |                  |               |                                                            |
| 7 maart 1984 «onderlinge duels» | Kameroen                             | 4 – 1            | Togo          | Stade Félix Houphouët-Boigny, Abidjan Toeschouwers: 15.000 |
| 7 maart 1984 «onderlinge duels» | Djonkep 7' Abega 21', 61' Aoudou 45' | Wedstrijdverslag | Moutairou 56' | Stade Félix Houphouët-Boigny, Abidjan Toeschouwers: 15.000 |

|                                 |            |                  |                   | |
| 7 maart 1984 «onderlinge duels» | Ivoorkust  | 1 – 2            | Egypte            | Stade Félix Houphouët-Boigny, Abidjan Toeschouwers: 40.000 Scheidsrechter: Edwin Picon-Ackong ( Mauritius) |
| 7 maart 1984 «onderlinge duels» | Miézan 53' | Wedstrijdverslag | Abouzeid 66', 72' | Stade Félix Houphouët-Boigny, Abidjan Toeschouwers: 40.000 Scheidsrechter: Edwin Picon-Ackong ( Mauritius) |

|                                  |                  |       |      | |
| 10 maart 1984 «onderlinge duels» | Egypte           | 0 – 0 | Togo | Stade Félix Houphouët-Boigny, Abidjan Toeschouwers: 40.000 Scheidsrechter: Frank Valdemarca ( Zimbabwe) |
| 10 maart 1984 «onderlinge duels» | Wedstrijdverslag |       |      | Stade Félix Houphouët-Boigny, Abidjan Toeschouwers: 40.000 Scheidsrechter: Frank Valdemarca ( Zimbabwe) |

|                                  |           |                  |                       | |
| 10 maart 1984 «onderlinge duels» | Ivoorkust | 0 – 2            | Kameroen              | Stade Félix Houphouët-Boigny, Abidjan Toeschouwers: 40.000 Scheidsrechter: Mohamed Larache ( Marokko) |
| 10 maart 1984 «onderlinge duels» |           | Wedstrijdverslag | Milla 42' Djonkep 61' | Stade Félix Houphouët-Boigny, Abidjan Toeschouwers: 40.000 Scheidsrechter: Mohamed Larache ( Marokko) |

### Groep B
| Land     | Wed | Win | Gel | Ver | DV | DT | +/− | Pnt |
| -------- | --- | --- | --- | --- | -- | -- | --- | --- |
| Algerije | 3   | 2   | 1   | 0   | 5  | 0  | +5  | 5   |
| Nigeria  | 3   | 1   | 2   | 0   | 4  | 3  | +1  | 4   |
| Ghana    | 3   | 1   | 0   | 2   | 2  | 4  | –2  | 2   |
| Malawi   | 3   | 0   | 1   | 2   | 2  | 6  | –4  | 1   |

|                                 |                |                  |                        |                                                                                 |
| 5 maart 1984 «onderlinge duels» | Ghana          | 1 – 2            | Nigeria                | Stade Bouaké, Bouaké Toeschouwers: 10.000 Scheidsrechter: Dodou N'Jie ( Gambia) |
| 5 maart 1984 «onderlinge duels» | Opoku N'ti 19' | Wedstrijdverslag | Nwosu 13' Ehilegbu 31' | Stade Bouaké, Bouaké Toeschouwers: 10.000 Scheidsrechter: Dodou N'Jie ( Gambia) |

|                                 |                                      |                  |        |                                                                                  |
| 5 maart 1984 «onderlinge duels» | Algerije                             | 3 – 0            | Malawi | Stade Bouaké, Bouaké Toeschouwers: 10.000 Scheidsrechter: Bakary Sarr ( Senegal) |
| 5 maart 1984 «onderlinge duels» | Bouiche 29' Belloumi 36' Fergani 38' | Wedstrijdverslag |        | Stade Bouaké, Bouaké Toeschouwers: 10.000 Scheidsrechter: Bakary Sarr ( Senegal) |

|                                 |                          |                  |                 |                                                                                        |
| 8 maart 1984 «onderlinge duels» | Malawi                   | 2 – 2            | Nigeria         | Stade Bouaké, Bouaké Toeschouwers: 15.000 Scheidsrechter: Hassan Abdel Hafiz ( Soedan) |
| 8 maart 1984 «onderlinge duels» | Waya 7' (pen.) Msiya 35' | Wedstrijdverslag | Temile 39', 41' | Stade Bouaké, Bouaké Toeschouwers: 15.000 Scheidsrechter: Hassan Abdel Hafiz ( Soedan) |

|                                 |                         |                  |       |                                                                                     |
| 8 maart 1984 «onderlinge duels» | Algerije                | 2 – 0            | Ghana | Stade Bouaké, Bouaké Toeschouwers: 15.000 Scheidsrechter: Mohamed Bahhou ( Marokko) |
| 8 maart 1984 «onderlinge duels» | Menad 75' Bensaoula 85' | Wedstrijdverslag |       | Stade Bouaké, Bouaké Toeschouwers: 15.000 Scheidsrechter: Mohamed Bahhou ( Marokko) |

|                                  |                  |       |         |                                                                                 |
| 11 maart 1984 «onderlinge duels» | Algerije         | 0 – 0 | Nigeria | Stade Bouaké, Bouaké Toeschouwers: 3.000 Scheidsrechter: Karim Camara ( Guinee) |
| 11 maart 1984 «onderlinge duels» | Wedstrijdverslag |       |         | Stade Bouaké, Bouaké Toeschouwers: 3.000 Scheidsrechter: Karim Camara ( Guinee) |

|                                  |             |                  |        |                                                                                      |
| 11 maart 1984 «onderlinge duels» | Ghana       | 1 – 0            | Malawi | Stade Bouaké, Bouaké Toeschouwers: 3.000 Scheidsrechter: Salem Mohamed Adal ( Libië) |
| 11 maart 1984 «onderlinge duels» | Amphadu 32' | Wedstrijdverslag |        | Stade Bouaké, Bouaké Toeschouwers: 3.000 Scheidsrechter: Salem Mohamed Adal ( Libië) |

## Knock-outfase
|  | halve finale       | halve finale       |   |                    | finale             | finale |
|  |                    |                    |   |                    |                    |        |
|  | 14 maart – Abidjan |                    |   |                    |                    |        |
|  | Egypte             | 2 (7)              |   |                    |                    |        |
|  | Nigeria            | 2 (8)              |   |                    |                    |        |
|  |                    |                    |   |                    |                    |        |
|  |                    |                    |   |                    | 18 maart – Abidjan |        |
|  |                    |                    |   |                    | Nigeria            | 1      |
|  |                    | Kameroen           | 3 |                    |                    |        |
|  |                    |                    |   |                    |                    |        |
|  |                    |                    |   |                    | derde plaats       |        |
|  | 14 maart – Abidjan | 14 maart – Abidjan |   | 17 maart – Abidjan | 17 maart – Abidjan |        |
|  | Algerije           | 0 (4)              |   | Egypte             | 1                  |        |
|  | Kameroen           | 0 (5)              |   |                    | Algerije           | 3      |

### Halve finale
|                                  |                           |                  |                           |                                                                                                  |
| 14 maart 1984 «onderlinge duels» | Egypte                    | 2 – 2            | Nigeria                   | Stade Félix Houphouët-Boigny, Abidjan Toeschouwers: 15.000 Scheidsrechter: Dodou N'Jie ( Gambia) |
| 14 maart 1984 «onderlinge duels» | Suleiman 25' Abouzeid 38' | Wedstrijdverslag | Keshi 43' (pen.) Bala 75' | Stade Félix Houphouët-Boigny, Abidjan Toeschouwers: 15.000 Scheidsrechter: Dodou N'Jie ( Gambia) |
| 14 maart 1984 «onderlinge duels» | Strafschoppen             |                  |                           | Stade Félix Houphouët-Boigny, Abidjan Toeschouwers: 15.000 Scheidsrechter: Dodou N'Jie ( Gambia) |
| 14 maart 1984 «onderlinge duels» | 7 – 8                     |                  |                           | Stade Félix Houphouët-Boigny, Abidjan Toeschouwers: 15.000 Scheidsrechter: Dodou N'Jie ( Gambia) |

|                                  |                  |       |          | |
| 14 maart 1984 «onderlinge duels» | Algerije         | 0 – 0 | Kameroen | Stade Félix Houphouët-Boigny, Abidjan Toeschouwers: 15.000 Scheidsrechter: Edwin Picon-Ackong ( Mauritius) |
| 14 maart 1984 «onderlinge duels» | Wedstrijdverslag |       |          | Stade Félix Houphouët-Boigny, Abidjan Toeschouwers: 15.000 Scheidsrechter: Edwin Picon-Ackong ( Mauritius) |
| 14 maart 1984 «onderlinge duels» | Strafschoppen    |       |          | Stade Félix Houphouët-Boigny, Abidjan Toeschouwers: 15.000 Scheidsrechter: Edwin Picon-Ackong ( Mauritius) |
| 14 maart 1984 «onderlinge duels» | Guendouz         | 4 – 5 |          | Stade Félix Houphouët-Boigny, Abidjan Toeschouwers: 15.000 Scheidsrechter: Edwin Picon-Ackong ( Mauritius) |

### Om derde plaats
|                                  |                                                       |                  |                             | |
| 17 maart 1984 «onderlinge duels» | Algerije                                              | 3 – 1            | Egypte                      | Stade Félix Houphouët-Boigny, Abidjan Toeschouwers: 500 Scheidsrechter: Mohamed Larache ( Marokko) |
| 17 maart 1984 «onderlinge duels» | Rabah Madjer 67' Lakhdar Belloumi 70' Hocine Yahi 88' | Wedstrijdverslag | 74' (pen.) Magdi Abdelghani | Stade Félix Houphouët-Boigny, Abidjan Toeschouwers: 500 Scheidsrechter: Mohamed Larache ( Marokko) |

### Finale
|                                  |                                   |                  |           | |
| 18 maart 1984 «onderlinge duels» | Kameroen                          | 3 – 1            | Nigeria   | Stade Félix Houphouët-Boigny, Abidjan Toeschouwers: 27.456 Scheidsrechter: Ali Bennaceur ( Tunesië) |
| 18 maart 1984 «onderlinge duels» | N'Djeya 32' Abega 79' Ebongué 84' | Wedstrijdverslag | Lawal 10' | Stade Félix Houphouët-Boigny, Abidjan Toeschouwers: 27.456 Scheidsrechter: Ali Bennaceur ( Tunesië) |

| Afrikaans kampioenschap voetbal Winnaar 1984 |
| -------------------------------------------- |
| KAMEROEN 1ste titel                          |

## Doelpuntenmakers
4 doelpunten
- Taher Abouzeid

3 doelpunten
- Théophile Abéga

2 doelpunten
- Lakhdar Belloumi

- Bonaventure Djonkep

- Clement Temile

1 doelpunt
- Tedj Bensaoula
- Nasser Bouiche
- Ali Fergani
- Rabah Madjer
- Djamel Menad
- Hocine Yahi
- Ibrahim Aoudou
- Ernest Ebongué
- René Ndjeya

- Youssouf Fofana
- Michel Goba
- Tia Koffi
- Pascal Miezan
- Magdi Abdelghani
- Imad Suleiman
- Seth Amphadu
- Samuel Opoku N'ti

- Clifton Msiya
- Harry Waya
- Ali Bala
- Shipozor Ehilegbu
- Stephen Keshi
- Muda Lawal
- Henry Nwosu
- Moutairou Rafiou